# Dawny budynek Kamery Cesarskiej we Wrocławiu
Dawny budynek Kamery Cesarskiej, obecnie siedziba Instytutu Filologii Romańskiej Uniwersytetu Wrocławskiego – zabytkowa kamienica narożna znajdująca się przy placu biskupa Nankiera 4 we Wrocławiu.

## Historia

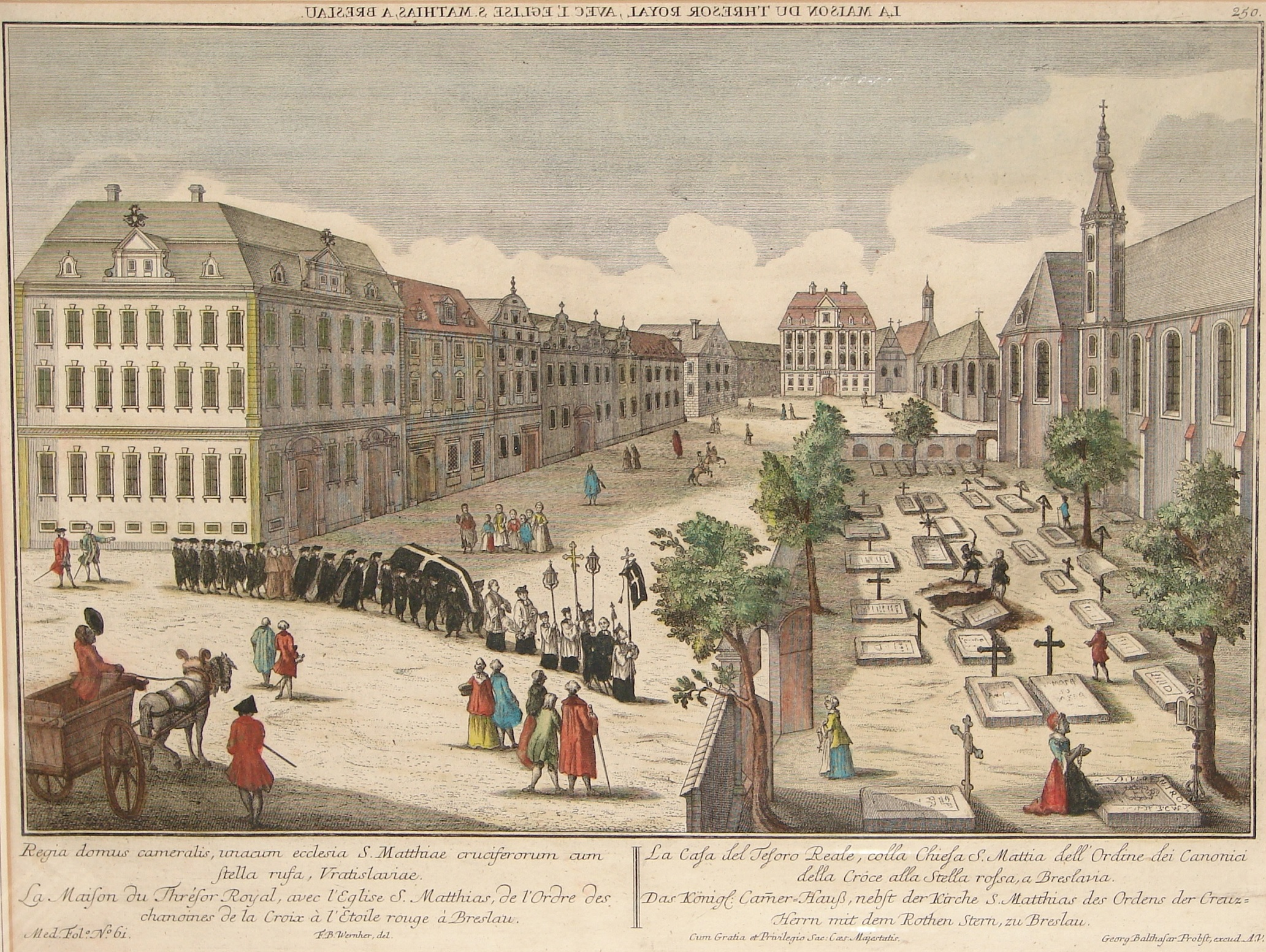
Widok na plac Biskupa Nankiera. Po lewej stronie widoczny narożny budynek Kamery Królewskiej w 1760 roku

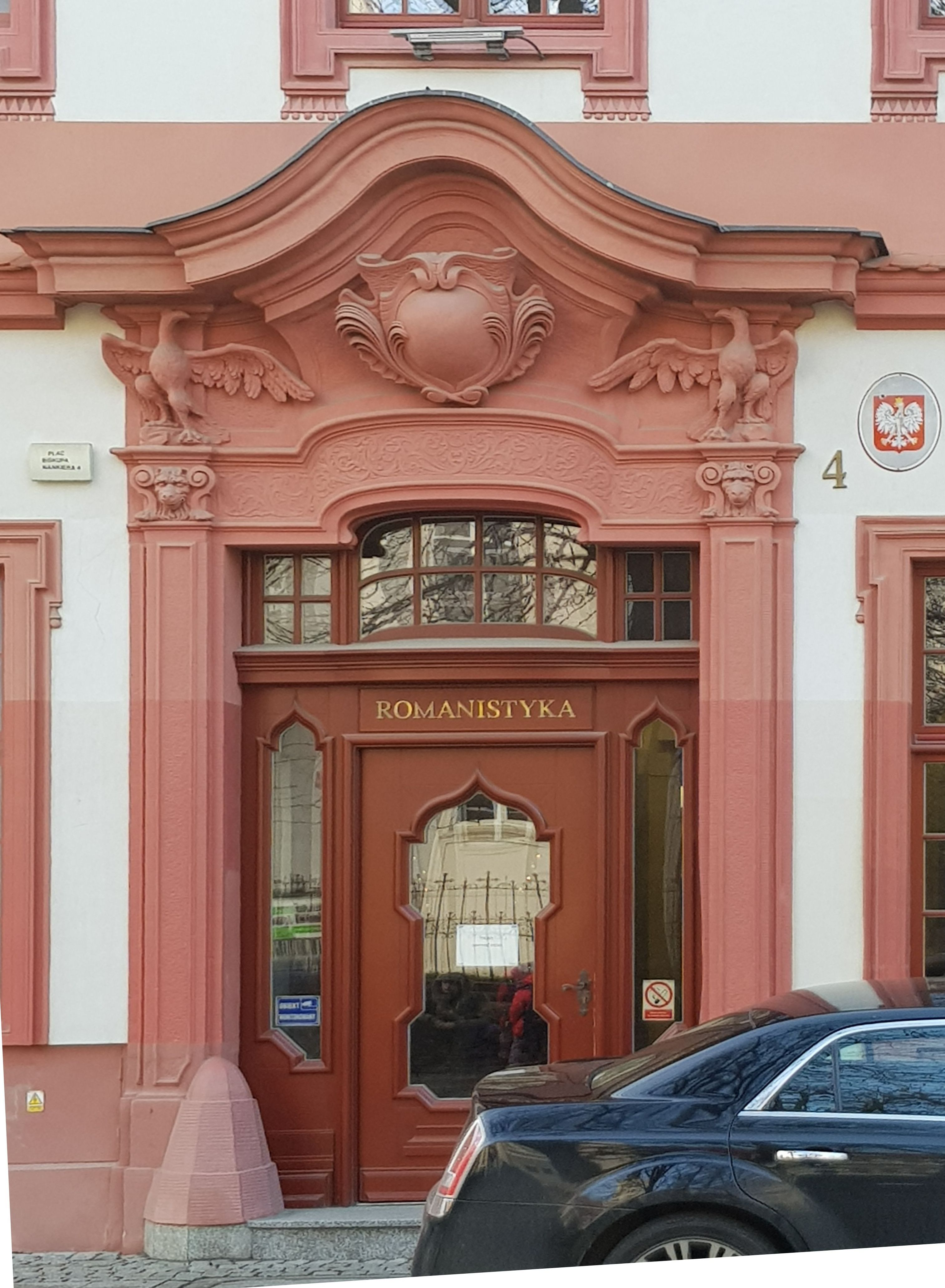
Portal budynku

Pierwsze murowane budynki na działce nr 4 zostały wzniesione w późnym średniowieczu. W XVI wieku, w narożniku ulicy Nankiera i ul. Łaciarskiej, znajdowały się dwie kamienice szczytowe. W 1701 roku oba budynki zostały zakupione przez Urząd Kamery Cesarskiej, przebudowane i połączone. Urząd Kamery Cesarskiej został utworzony w 1558 roku i swoją siedzibę miał w murach wrocławskiego zamku cesarskiego, a następnie w budynku dawnej kurii Piastów Opolskich przy ul. Biskupa Nankiera 1. W 1702 roku urząd przeniósł się do nowej siedziby.
Z połączenia dwóch kamienic utworzono wówczas trójskrzydłowy, trzykondygnacyjny budynek z wewnętrznym dziedzińcem przykryty dachem mansardowym. W takiej formie przetrwał kolejne trzydzieści lat, kiedy to fasadzie nadano bardziej barokową formę. W 1802 roku ówczesny Urząd Kamery Królewsko-Pruski został przeniesiony do pałacu Hatzfeldtów, a budynek urzędu został sprzedany w ręce prywatne. W latach 1809–1836 jego właścicielem był hrabia Leopold von Schaffgotsch.

## Opis architektoniczny
Obecnie jest to czteroskrzydłowy, czterokondygnacyjny budynek wzniesiony w formie pałacu miejskiego o układzie jednotraktowym i dwutraktowym. W skrzydle zachodnim znajduje się zabiegowa klatka schodowa. Pomieszczenia w niższych kondygnacjach zachowały sklepienia kolebkowe z lunetami oraz sklepienia żaglaste. Sześcioosiowa elewacja od strony pl. Biskupa Nankiera jest boniowana w narożnych lizenach. W drugiej osi od strony zachodniej znajduje się piaskowcowy portal wejściowy; taki sam znajduje się w osi czwartej choć stanowi on jedynie obramienie dla wysokiego okna parterowego. W ich naczółkach znajdują się rzeźby cesarskich orłów nawiązujących do wcześniejszej roli jaką pełnił budynek. Okna wszystkich kondygnacji są otoczone uszakowymi oprawami, na drugiej kondygnacji wzbogaconymi naczółkami. Taką samą dekorację umieszczono na jedenastoosiowej fasadzie od strony ulicy Łaciarskiej. W XVIII wieku w osiach obydwu elewacjach znajdowały się, na wysokości połaci dachowej, dwuosiowe lukarny w formie aediculi z trójkątnymi tympanonami ujętymi w wolutowe spływy. Po oby stronach tych lukarn znajdowały się również mniejsze lukarny.
W latach 1901–1902 budynek został przebudowany, podwyższono go o jedną kondygnację likwidując przy tym dach mansardowy, w podwojonej osi środkowej na drugiej i trzeciej kondygnacji umieszczono balkony a całość zakończono lukarną.
Pod koniec XIX wieku powiększono budynek o skrzydło południowe (powstałe w wyniku przyłączenia kamienicy stojącej przy Łaciarskiej 35) z zachowaniem ciągłości dekoracji fasadowej. W tym samym czasie w podwojonej osi środkowej na drugiej i trzeciej kondygnacji umieszczono balkony.

## Po 1945 roku
W latach 1972–1974 budynek został gruntownie wyremontowany, zachowując czwartą kondygnację, którą pokryto dachem mansardowym; zlikwidowano frontowe balkony. Ostatni remont budynku miał miejsce w 2009 roku.